# Thomas C. Südhof
Thomas C. Südhof (Gotinga, Alemanya; 22 de desembre de 1955) és un biòleg, neuròleg i investigador científic, guardonat l'any 2013 amb el Premi Nobel de Medicina.
Va ser doctorat en la Universitat Harvard i deixeble dels guanyadors del premi Nobel de Medicina el 1985 Michael Stuart Brown i Joseph Leonard Goldstein, el treball del qual sobre la mecànica de transmissió dels fluids cel·lulars serien el punt de partit de la seva tesi postdoctoral.
El 2013, se li va atorgar el Premi Nobel de Medicina al costat de James Rothman i Randy Schekman pels seus estudis sobre el funcionament del trànsit a la vesícula cel·lular. Aquest guardó va estar precedit per l'obtenció del Premi Albert Lasker d'Investigació Mèdica Bàsica  confirmant una tradició segons la qual prop de la meitat dels guardonats amb el Premi Albert Lasker, reben posteriorment el Nobel. Actualment és professor de la Universitat Stanford.

## Biografia
Südhof va néixer a Göttingen, Alemanya el 1955. Va passar la seva infància a Göttingen i Hannover. Va estudiar música en la seva joventut, específicament fagot, i ha reconegut el seu instructor de fagot, Herbert Tauscher, com el seu "mestre més influent". Es va graduar de l'Escola Waldorf de Hannover el 1975. Südhof va estudiar medicina a la Universitat RWTH Aachen, la Universitat Harvard i després a la Universitat de Göttingen. A Göttingen Südhof va treballar en la seva tesi doctoral, en la qual va descriure l'estructura i funció de les cèl·lules cromafins, a l'Institut Max Planck de Química Biofísica al laboratori de Victor P. Whittaker. El 1982 va rebre el seu doctorat en ciències mèdiques (Dr.med.) de la Universitat de Göttingen .